# كامي ماكجريجور
كامي ماكجريجور (بالإنجليزية: Cammy MacGregor)‏ مواليد 11 أكتوبر 1968، هي لاعبة كرة مضرب أمريكية سابقة. أعلى تصنيف لها في الفردي كان المركز الـ 75 في سنة 1986. أعلى تصنيف لها في الزوجي كان المركز الـ 38 في سنة 1992.

## روابط خارجية
- كامي ماكجريجور على موقع رابطة محترفات التنس (الإنجليزية)
- كامي ماكجريجور على موقع الاتحاد الدولي لكرة المضرب (الإنجليزية)
- كامي ماكجريجور على موقع خلاصة التنس.كوم (الإنجليزية)